# Rhagodeca impavida
Rhagodeca impavida är en spindeldjursart som beskrevs av Roewer 1933. Rhagodeca impavida ingår i släktet Rhagodeca och familjen Rhagodidae. Inga underarter finns listade i Catalogue of Life.